# Froterizam
Froterizam je izraz za specifičnu parafiliju koja se iskazuje kroz sklonost nekonsenzualnom trljanju o tijelo druge osobe u svrhu postizanja seksualnog zadovoljstva. Tom prilikom se najčešće koriste ruke ili genitalije, a kao predmet trljanja mogu biti i genitalije druge osobe. U najvećem broju slučajeva froteristi su muškarci, a njihove žrtve žene , iako postoje i slučajevi žena koje na taj način uznemiravaju muškarce, kao i muških froterista čija su meta drugi muškarci. Froterizam čija su meta djeca obično predstavlja prvi stadij seksualnog zlostavljanja djece.
Ovakva aktivnosti se najčešće obavljaju u situacijama kada počinitelj ne može biti otkriven i/ili kada žrtva nije u stanju pravodobno reagirati, a za što su tipični primjeri javna mjesta poput prepunog autobusa ili tramvaja, odnosno rock koncerta.
Froterizam se kolokvijalno naziva drpanje ili šlatanje.
Takvi nekonsenzualni seksualni kontakti se u većini zakonodavstava drže oblikom zakonski kažnjivog seksualno uznemiranja iako se češće definira kao prekršaj nego kao krivično djelo. Počinitelji osim kazni mogu očekivati i obavezno psihijatrijsko liječenje.

## Chikan
Chikan (痴漢, チカン, or ちかん) je japanski izraz kojim se opisuje opscena radnja na štetu druge osobe, odnosno osobu koja čini te radnje. Izraz se u Japanu najčešće koristi upravo za froterizam - pojavu koja je izuzetno raširena zbog visokog stupnja urbanizacije, ali i korištenja javnog prijevoza. Nastojeći se boriti protive te pojave, neke od željezničkih i prijevozničkih kompanija su uvele vagone u kojima je pristup dozvoljen jedino ženama.